# Plouider
Plouider (bretonisch Plouider) ist eine französische Gemeinde im Département Finistère mit 1801 Einwohnern (Stand 1. Januar 2022). Die Bewohner werden Plouidérois und Plouidéroises genannt.

## Geografie
Plouider befindet sich im Nordwesten der Bretagne nur wenige Kilometer südlich der Ärmelkanalküste. Das östliche Gemeindegebiet wird vom Fluss Flèche durchquert.
Lesneven liegt 4 Kilometer südlich, Brest 28 Kilometer südwestlich und Paris etwa 480 Kilometer östlich.

## Verkehr
Bei Landerneau und Brest befinden sich die nächsten Abfahrten an der Schnellstraße E 50 (Rennes-Brest) und  Regionalbahnhöfe an den Bahnlinien Brest-Rennes und Brest-Nantes.
Der Regionalflughafen Aéroport de Brest Bretagne liegt 16 km südwestlich.

## Bevölkerungsentwicklung
| Jahr                       | 1962 | 1968 | 1975 | 1982 | 1990 | 1999 | 2010 | 2017 |
| Einwohner                  | 1923 | 1860 | 1784 | 1871 | 1818 | 1751 | 1965 | 1866 |
| Quellen: Cassini und INSEE |      |      |      |      |      |      |      |      |

## Sehenswürdigkeiten
- Kirche Saint-Didier, errichtet 1771
- Herrenhaus im Weiler Le Beuzit
- Kapelle Saint-Fiacre im Weiler Pont-du-Châtel
- Kapelle Notre-Dame-des-Malades

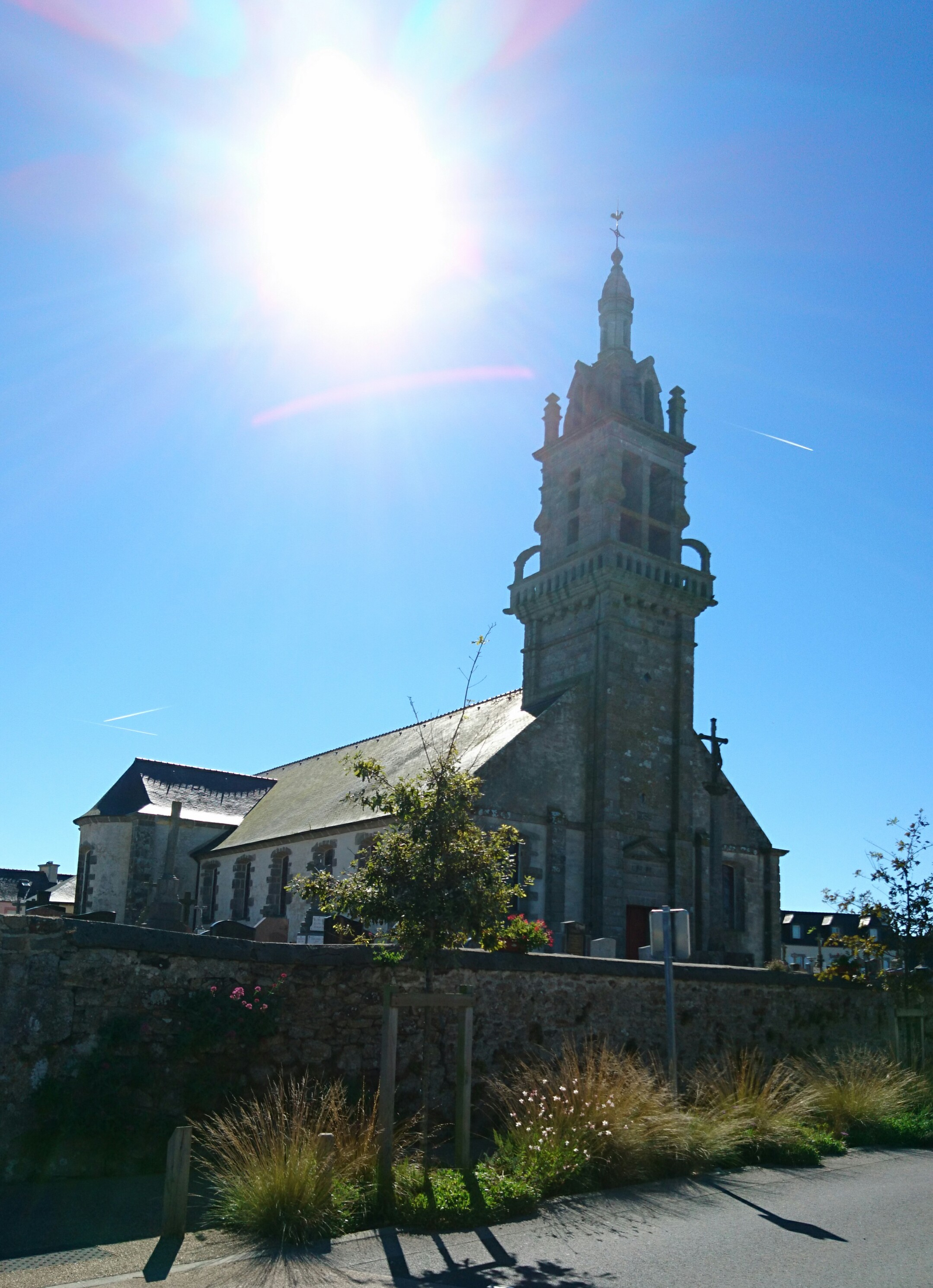
Kirche Saint-Didier
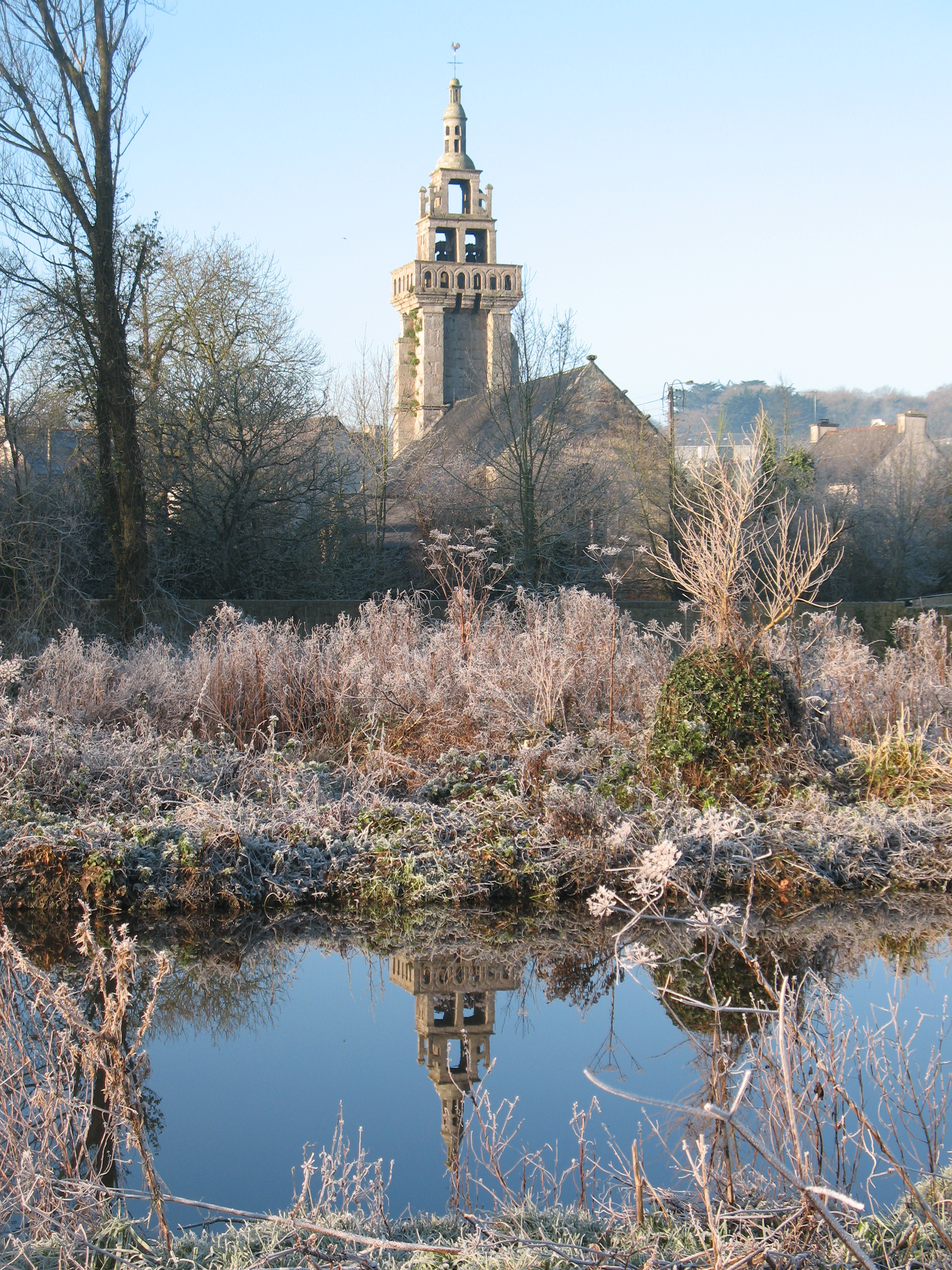
Kapelle Saint-Fiacre
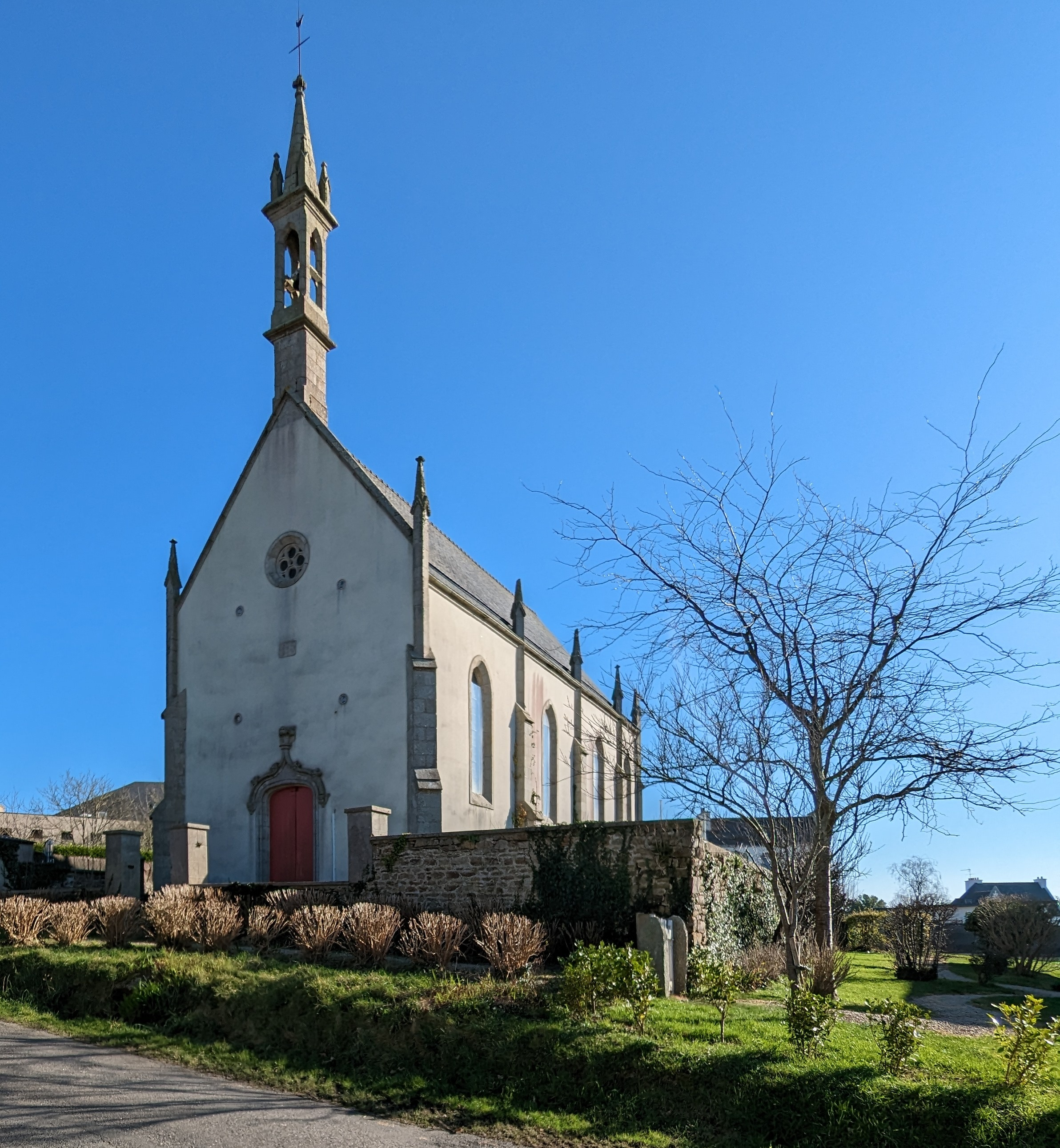
Kapelle Notre-Dame-des-Malades